# Pritchardia lanigera
Espèce
Synonymes
- Eupritchardia lanigera (Becc.) Kuntze[1]
- Pritchardia eriostachya Becc.[2] [1] [3]
- Pritchardia montis-kea Rock[2] [1]
- Styloma eriostachya (Becc.) O.F.Cook[1]
- Styloma lanigera (Becc.) O.F.Cook[1]
- Washingtonia lanigera (Becc.) Kuntze[1]

Statut de conservation UICN

 EN B1+2c : En danger
Pritchardia lanigera est une espèce de plantes de la famille des Arecaceae.